# Rebelión de los Conservadores
La Rebelión de los Conservadores fue un levantamiento contra el gobierno constitucional de Uruguay, presidido por Venancio Flores, producido en agosto de 1855. 
La rebelión fue llevada a cabo por el Partido Conservador, colectividad compuesta por un grupo de dirigentes colorados anticaudillistas en Montevideo que veían en el fusionismo una maniobra de los blancos para desconocer el resultado de la Guerra Grande. Los principales líderes conservadores Juan Carlos Gómez, José María Múñoz, César Díaz y Melchor Pacheco y Obes, acusaron de traidores a Venancio Flores y otros caudillos colorados "pasados al fusionismo". La rebelión finalizó con la renuncia de Flores a la presidencia.

## Antecedentes
Luego de la Paz de octubre de 1851, que puso fin a la Guerra Grande con el lema de que entre los blancos del Gobierno del Cerrito y los colorados del Gobierno de la Defensa “no habría vencidos ni vencedores”, existía un gran consenso en que el próximo Presidente de la República sería el general Eugenio Garzón. Pero su inesperado fallecimiento determinó que se eligiera a Juan Francisco Giró. En 1852 Venancio Flores fue designado Jefe Político de Montevideo.
El gobierno de Giró se caracterizó por un intento de integración de los grupos blancos y colorados, en lo que se dio en llamar la política de fusión. Como parte de esta, Venancio Flores fue designado ministro de Guerra y Marina. Sin embargo, la pugna política entre los dos principales partidos políticos se acentuó. Uno de los factores de distanciamiento fue la rivalidad entre la Guardia Nacional, fundada por Manuel Oribe, y el Ejército, predominantemente colorado y liderado por Flores.
Dadas las turbulencias políticas que afectaron el gobierno de Giró, Flores forzó su renuncia. Giró fue sustituido al frente del Poder Ejecutivo por un triunvirato, integrado por Flores, Juan Antonio Lavalleja y Fructuoso Rivera. Las muertes de Lavalleja y de Rivera determinaron que, en los hechos, fuera Flores el que ejerciera el Poder Ejecutivo entre 1853 y 1855. 
En 1854, ante la inminencia de una rebelión por parte de disidentes de su propio partido, Flores solicitó y obtuvo la intervención brasileña en apoyo del gobierno constituido, en base al Tratado para una Alianza Ofensiva y Defensiva firmado en 1851 entre Brasil, Uruguay y Entre Ríos. El 4 de mayo de 1854 las fuerzas brasileñas, bajo el mando del brigadier Pereira Pinto, penetraron por la frontera Noreste y avanzaron hasta el Cerrito de Montevideo. La presencia de una poderosa fuerza armada brasileña en territorio uruguayo condicionó fuertemente el desarrollo de los hechos políticos.

## La rebelión
En agosto de 1855 se hizo público el manifiesto de Andrés Lamas, recientemente sustituido por el presidente Flores como ministro representante en Brasil, en el que se efectuaba un llamado a la extinción de las divisas tradicionales y el establecimiento de una política "fusionista". Este documento fue llamado el "Manifiesto de Andrés Lamas". Dicho manifiesto fue aceptado con entusiasmo por el sector doctoral, pero el sector caudillesco, encabezado por el presidente Flores, lo consideró casi un ataque personal. A la corriente de pensamiento fusionista se le opuso la de la política de pactos que abogaba por la pacificación de la república a través de pactos entre los partidos sin abandonar las divisas tradicionales.
El 9 de agosto, al tiempo en que entraba al puerto montevideano la nave española "Patriota" llevando a bordo a Manuel Oribe, que regresaba de su exilio en España, el gobierno resolvió clausurar el periódico "La Libertad", que respondía al sector colorado de los conservadores. Estos, liderados por José María Muñoz, pretendieron continuar con la publicación, lo que tensó la situación. El 27 de agosto los conservadores, encabezados por el propio José María Muñoz, junto a César Díaz y Lorenzo Batlle, se alzaron en armas contra el gobierno de Flores. A la rebelión adhirieron militares de prestigio como el mercenario español José Pons Ojeda (que en esa época se hacía llamar «León de Palleja») y Francisco Tajes. 
El ministro de Relaciones Exteriores, Francisco Agell, exigió por dos veces la protección del ejército brasileño. A la primera petición el representante del Imperio, José María do Amaral, puso reparos y a la segunda dejó sin contestación la nota. La actitud de Amaral, en los hechos, significó un respaldo a los conservadores, que avanzaron hacia el Fuerte (antigua casa de gobierno sobre la actual Plaza Zabala) y lo tomaron.
De inmediato se constituyó un gobierno provisorio encabezado por Luis Lamas. Una de las figuras centrales de este gobierno de facto fue Manuel Herrera y Obes. El nuevo gobierno logró el respaldo inicial de los sectores "constitucionalistas" del Partido Nacional. 
Flores, sin renunciar, se instaló en Canelones. Su situación era en extremo difícil. Las tropas brasileñas amenazaban ahora con pronunciarse en su contra. Asimismo, había trascendido que César Díaz se había entrevistado con José Pereira Pinto (Filho), comandante de las tropas brasileñas, quien le habría asegurado que podía terminar con la autoridad Flores en pocos días. Luego de varios días de incertidumbre, el caudillo colorado recibió una carta de Manuel Oribe, a quien había prohibido descender del barco, en la que este lo instaba a resistir para salvar la Constitución, la independencia y libertad del país. 
De inmediato Flores autorizó el desembarco de Oribe y ambos caudillos arribaron a un acuerdo verbal de colaboración. Oribe movilizó a sus caudillos, desconociendo la opinión de los "blancos constitucionalistas", y respaldó decisivamente a Flores. En tanto, el gobierno que presidía Luis Lamas quedaba cada día más huérfano de apoyos en una ciudad sitiada y hambrienta. 
El 10 de septiembre el parlamento se reunió en la quinta de Hernández, en el barrio de la Unión y, ante él, Flores presentó su renuncia. El Poder Ejecutivo fue asumido por el presidente de la Asamblea General, Manuel Basilio Bustamante.

## Epílogo
Ante la nueva correlación de fuerzas, el gobierno de Luis Lamas se autodisolvió y Bustamante pasó a controlar la situación, exigiendo a Brasil la retirada de sus tropas. Con posterioridad a esa fecha hubo dos atentados: uno contra la casa de Bustamante (11 de octubre) y otro contra Manuel Oribe, que le costó la vida a su cochero. El 11 de noviembre Flores y Oribe suscribieron el llamado pacto de la Unión, por el cual renunciaban a sus respectivas aspiraciones presidenciales y se comprometían a apoyar a un candidato común que diera garantías a todas las partes. 
El 14 de noviembre las tropas brasileñas desfilaron por el centro de Montevideo y emprendieron su retirada. La intervención duró un año y medio y comprometió seriamente la independencia uruguaya, pero el rechazo británico a las ideas imperialistas de un sector político brasileño (los "luzidas"), resultó decisivo.
Algunas de las figuras que resultaron derrotadas, como César Díaz, Francisco Tajes y el propio Venancio Flores, se exiliaron en Buenos Aires, desde donde, en 1858 encabezarían un nuevo alzamiento contra el gobierno de Gabriel Antonio Pereira.
En 1858, el general colorado y conservador César Díaz lideró un intento revolucionario que sería derrotado por el caudillo colorado y fusionista Anacleto Medina. La ejecución de César Díaz y más de 150 oficiales insurrectos, conocida como "Masacre de Quinteros", los convirtió en mártires de la tradición colorada, pero marcó el final de Partido Conservador.
Paradójicamente, Venancio Flores, al declarar la guerra contra el gobierno fusionista de Bernardo Berro en 1863, se presentaba como el vengador de los colorados conservadores y ejecutados en 1858 en Quinteros.